# Akbar Djuraev
Akbar Djuraev est un haltérophile ouzbek né le 8 octobre 1999 à Tachkent. Il concourt dans la catégorie des moins de 109 kg.

## Carrière sportive
Il détient le record du monde junior à l'arraché et au total dans la division 102 kg, ainsi qu'à l'arraché, à l'épaulé-jeté et au total dans la division 109 kg. En 2019, il est champion du monde juniors à Suva.
Ils participent en parallèle des juniors aux championnats du monde entre 2017 et 2019 avec une modeste 13e place aux mondiaux à Anaheim, puis deux fois quatrième même s'il décroche l'or à l'arraché aux mondiaux 2018 à Achgabat.
Aux Jeux olympiques d'été de 2020, le 3 août 2021 à Tokyo, il décroche un titre en établissant les records olympiques de 237 kg à l'épaulé-jeté et 428 kg au cumul. Il est porte-drapeau à la cérémonie de clôture.

## Palmarès

### Jeux olympiques
- 2021 à Tokyo
  -  en moins de 109 kg

### Championnats du monde
- 2021 à Tachkent
  -  Médaille d'or au total en moins de 109 kg.
  -  Médaille d'or à l'arraché en moins de 109 kg.
  -  Médaille d'or à l'épaulé-jeté en moins de 109 kg.
- 2019 à Pattaya
  -  Médaille d'argent à l'épaulé-jeté en moins de 109 kg.
- 2018 à Achgabat
  -  Médaille d'or à l'arraché en moins de 102 kg.

### Championnats d'Asie
- 2020 à Bucarest
  -  Médaille d'argent en moins de 109 kg (cumul, arraché, épaulé-jeté).
- 2019 à Tachkent
  -  Médaille d'argent en moins de 109 kg (cumul, arraché, épaulé-jeté).